# Fechtweltmeisterschaften 1988
Die Fechtweltmeisterschaften 1988 fanden in der französischen Stadt Orléans statt. Auf dem Programm standen lediglich die beiden neu eingeführten Wettbewerbe im Damendegen, die nicht Teil des Programms der im selben Jahr in Seoul stattfindenden Olympischen Sommerspiele waren.

## Damen

### Degen, Einzel
| Platz | Land | Sportlerin             |
| ----- | ---- | ---------------------- |
| 1     | FRA  | Brigitte Benon         |
| 2     | FRA  | Sophie Moressée-Pichot |
| 3     | SWE  | Ninni Eglen            |

### Degen, Mannschaft
| Platz | Land           | Sportlerinnen                                                                   |
| ----- | -------------- | ------------------------------------------------------------------------------- |
| 1     | BR Deutschland | Carmen Engert Eva-Maria Ittner Sabine Krapf Renate Riebandt-Kaspar Ute Schäper  |
| 2     | Frankreich     | Valérie Devaux Nathalie Devillers Sophie Moressée-Pichot Jacqueline Rodenbach   |
| 3     | Italien        | Saba Amendolara Alessandra Anglesio Cecilia Salvioli Elisa Uga Nathalie Vezzali |